# Mal d'amore
Mal d'amore (Love Hurts) è un film del 1990 diretto da Bud Yorkin, con Jeff Daniels, Cynthia Sikes, Cloris Leachman, Judith Ivey e John Mahoney.

## Trama
Paul Weaver è un donnaiolo che viene lasciato dalla moglie Nancy. Dopo il divorzio, Paul decide di andare in Pennsylvania per le nozze della sorella. Nancy e i figli andranno anche loro al matrimonio e si creeranno tensioni.

## Colonna sonora
Tra gli altri vi sono Supertramp con Take the Long Way Home e Bruce Hornsby con The Way It Is.